# Aglais teloides
Aglais teloides är en fjärilsart som beskrevs av Reuss 1910. Aglais teloides ingår i släktet Aglais och familjen praktfjärilar. Inga underarter finns listade i Catalogue of Life.